# Філіп Жодідіо
Філіп Жодідіо, Ходідіо (фр. Philip Jodidio; 1954, Нью-Джерсі, США) — історик архітектури.
Вивчав  історію мистецтва та економіку у Гарвардському університеті. З 1980 по 2002 роки був головним редактором французького журналу з мистецтва «Connaissance des Arts».
Автор численних статей і книг, у тому числі серії «Architecture Now!» та «Building a New Millennium» видавництва Taschen і монографій про Нормана Фостера, Річарда Меєра, Тадао Андо, Ренцо Піано, Алвару Сізу, Сантьяго Калатраву, Жана Нувеля, Загу Хадід та ін.
Кавалер ордена Мистецтв та літератури, вородар призу Prix de Briey.
Основні публікації
- Cabins, Taschen, 2014
- Piano: Complete Works 1966-2014, Taschen, 2014
- Ando. Complete Works 1975–2014, Taschen, 2014
- Siza: Complete Works 1952-2013, Taschen, 2013
- Tree Houses: Fairy Tale Castles in the Air, Taschen, 2013
- Hadid: Complete Works 1979-2013, Taschen, 2013.
- Serpentine Gallery Pavilions, Taschen, 2011.
- Shigeru Ban: Complete Works 1985-2010, Taschen, 2010.